# پژلویتسه (شهرستان واوچ)
پژلویتسه (به لهستانی:  Przelewice) یک روستا در لهستان است که در گمینا چووپا واقع شده‌است. پژلویتسه ۲۰۰ نفر جمعیت دارد.